# Brisas de Zicatela
Brisas de Zicatela är en ort i Mexiko.   Den ligger i kommunen Santa María Colotepec och delstaten Oaxaca, i den sydöstra delen av landet, 500 km sydost om huvudstaden Mexico City. Brisas de Zicatela ligger 22 meter över havet och antalet invånare är 9 771.
Terrängen runt Brisas de Zicatela är varierad. Havet är nära Brisas de Zicatela åt sydväst.  Närmaste större samhälle är Puerto Escondido, 5,3 km nordväst om Brisas de Zicatela.